# Gomphiocephalus hodgsoni
Genre
Espèce
Gomphiocephalus hodgsoni, unique représentant du genre Gomphiocephalus, est une espèce de collemboles de la famille des Hypogastruridae.

## Distribution
Cette espèce est endémique d'Antarctique.

## Publication originale
- Carpenter, 1908 : Insecta Aptera. National Antarctic expedition 1901–1904. Natural history, IV zoology, British Museum, Natural History, p. 1–5.